# Peabody Energy
Peabody Energy — найбільша у світі приватна вугледобувна компанія, що базується в місті Сент-Луїс, Міссурі, США.
В 2014 році компанія видобувала 45 % вугілля у США. У квітні 2016 року компанія оголосила себе банкрутом. Банкрутство викликав спад в промисловості. Компанію було врятовано від банкрутства 3 квітня 2017; торги на біржі NYSE стартували під тікером BTU. Також було змінено лого компанії з "Peabody Energy" на просто "Peabody". У списку Fortune 500, опублікованому у 2018 році, Peabody посідає 491 місце.

## Характеристика
У 2017 році, Peabody зафіксувала продаж 191,5 мільйона тонн вугілля. Peabody постачає вугілля для електричної генерації та промисловим споживачам в понад 25 країн на 6 континентах. Станом на 31 грудня 2017, компанія має приблизно 5,2 млрд. тонн підтверджених та прогнозних запасів вугілля.